# بنفش معطر
بنفش معطر، بنفش دندانه‌اره‌ای، بنفش بوته‌ای (انگلیسی: Pluchea arguta) نام یک گونه از سرده بنفش است.